# King’s Cup (Fußball) 2016
Der King’s Cup 2016 (thailändisch คิงส์คัพ 2016) war die 44. Austragung eines Fußballwettbewerbs in Thailand. Ausgetragen und organisiert wurde der Wettbewerb vom thailändischen Fußballverband.

## Teilnehmende Mannschaften
| Mannschaft                   | Nationaler Verband                        | Regionaler Verband | Kontinentalverband           | FIFA-Weltrangliste |
| ---------------------------- | ----------------------------------------- | ------------------ | ---------------------------- | ------------------ |
| Thailand                     | Football Association of Thailand          | AFF                | Asian Football Confederation | 117. Platz         |
| Jordanien                    | Jordan Football Association               | WAFF               | Asian Football Confederation | 80. Platz          |
| Syrien                       | Syrischer Arabischer Fußballverband       | WAFF               | Asian Football Confederation | 101. Platz         |
| Vereinigte Arabische Emirate | United Arab Emirates Football Association | WAFF               | Asian Football Confederation | 70. Platz          |

## Modus
Sollte es nach der regulären Spielzeit unentschieden stehen, wird die Entscheidung im Elfmeterschießen herbeigeführt. Es gibt keine Verlängerung. Es können fünf Spieler ausgetauscht werden.

## Austragungsort
Alle Spiele fanden in der Hauptstadt Bangkok im 50.000 Zuschauer fassenden Rajamangala Stadium statt.

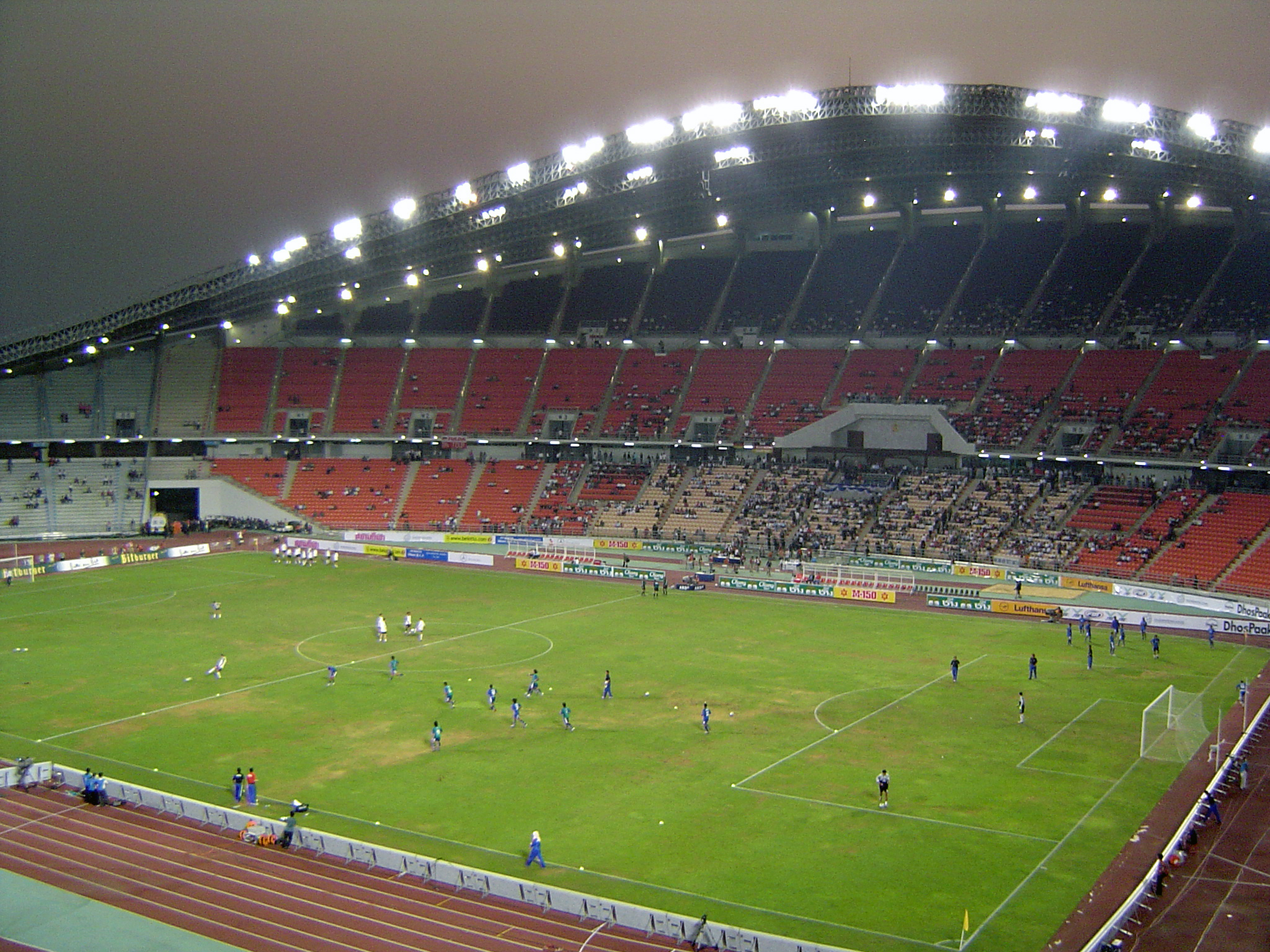
Rajamangala Stadium

## Spiele

### Übersicht
|  | Halbfinale                | Halbfinale                   | Halbfinale                |   |          | Finale                    | Finale                       | Finale                    |
|  |                           |                              |                           |   |          |                           |                              |                           |
|  | 3. Juni 2016 um 17:00 Uhr |                              |                           |   |          |                           |                              |                           |
|  | 1                         | Vereinigte Arabische Emirate | 1                         |   |          |                           |                              |                           |
|  | 2                         | Jordanien                    | 3                         |   |          | 5. Juni 2016 um 20:00 Uhr | 5. Juni 2016 um 20:00 Uhr    | 5. Juni 2016 um 20:00 Uhr |
|  |                           |                              |                           | 3 | Thailand | 2                         |                              |                           |
|  | 3. Juni 2016 um 20:00 Uhr | 3. Juni 2016 um 20:00 Uhr    | 3. Juni 2016 um 20:00 Uhr |   | 2        | Jordanien                 | 0                            |                           |
|  | 3                         | Thailand                     | 2 (7)                     |   |          |                           |                              |                           |
|  | 4                         | Syrien                       | 2 (6)                     |   |          | Spiel um Platz 3          | Spiel um Platz 3             | Spiel um Platz 3          |
|  |                           |                              |                           |   |          | 1                         | Vereinigte Arabische Emirate | 0                         |
|  | 4                         | Syrien                       | 1                         |   |          |                           |                              |                           |
|  |                           |                              |                           |   |          | 5. Juni 2016 um 17:00 Uhr |                              |                           |

### Halbfinale
| Datum                     |                              | Ergebnis        |           |
| ------------------------- | ---------------------------- | --------------- | --------- |
| 3. Juni 2016 um 17:00 Uhr | Vereinigte Arabische Emirate | 1:3             | Jordanien |
| 3. Juni 2016 um 20:00 Uhr | Thailand                     | 2:2 (7:6 i. E.) | Syrien    |

### Spiel um Platz 3
| Datum                     |                              | Ergebnis |        |
| ------------------------- | ---------------------------- | -------- | ------ |
| 5. Juni 2016 um 17:00 Uhr | Vereinigte Arabische Emirate | 0:1      | Syrien |

### Finale
| Datum                     |          | Ergebnis |           |
| ------------------------- | -------- | -------- | --------- |
| 5. Juni 2016 um 20:00 Uhr | Thailand | 2:0      | Jordanien |

## Platzierung
| Platz    | Mannschaft                   |
| -------- | ---------------------------- |
| 1. Platz | Thailand                     |
| 2. Platz | Jordanien                    |
| 3. Platz | Syrien                       |
| 4. Platz | Vereinigte Arabische Emirate |